# Muchedent
Muchedent település Franciaországban, Seine-Maritime megyében. Lakosainak száma 126 fő (2022. január 1.). Muchedent Le Catelier, Les Cent-Acres, Les Grandes-Ventes, Saint-Hellier, Saint-Honoré és Torcy-le-Grand községekkel határos.

## Népesség
A település népességének változása:
| Lakosok száma | 134  | 131  | 140  | 131  | 129  | 127  | 128  | 128  | 126  |
|               | 2013 | 2015 | 2016 | 2017 | 2018 | 2019 | 2020 | 2021 | 2022 |